# 進化冠軍系列賽
進化冠軍系列賽（英文：Evolution Championship Series，簡稱：Evo）是格斗游戏的電子競技大赛，創立於1996年。
Evo比赛由多个主要比赛和次要比赛组成，每年更換比賽的遊戲項目。比賽採用雙敗淘汰制，即使输了一次，只要贏得之後的所有比賽，也能獲得優勝。
2021年3月18日，索尼互動娛樂（SIE）宣布與奮進公司（Endeavor）旗下專營電競事業的RTS共同收購Evo。